# K-119 Voronež
Voronež (rusko Воронеж) je bila jedrska podmornica z manevrirnimi raketami razreda Antej Ruske vojne mornarice. Poimenovana je po Voronežu. Njen gredelj je bil položen 25. februarja 1986, splavljena je bila 26. decembra 1988, v uporabo pa je bila predana 29. decembra 1989. Projekt je razvil konstruktorski biro Rubin, glavni konstruktor pa je bil Igor Leonidovič Baranov. Razvoj predhodnega razreda Granit se je začel leta 1969, na njegovi osnovi pa je bil razvit izboljšan razred Antej. Izboljšave se nanašajo na manjšo hrupnost, izboljšano elektronsko opremo in sedemlistni propeler namesto štirilistnega. Bila je del 11. divizije podmornic Severne flote v Zaozjorsku.
Med letoma 1995–1996 je spremljala letalonosilko Admiral Kuznjecov na odpravi v Sredozemsko morje.
Med letoma 2006 in 2012 je opravila remont v ladjedelnici Zvjozdočka, v okviru katerega sta bila njena jedrska reaktorja ponovno napolnjena.
Septembra 2014 in oktobra 2017 je izstrelila rakete P-700 Granit.
Leta 2020 je bila upokojena.